# لایکوس
لایکُس (به لاتین Lycos) یک موتور جستجو وب و درگاه وب ایجاد شده در سال ۱۹۹۵ میلادی در دانشگاه کارنگی ملون است. لایکس همچنین یک شبکه از ایمیل، میزبانی وب، شبکه اجتماعی و وب سایت‌های سرگرمی را نیز شامل می‌شود.

## اسم
لایکوس کوتاه شده Lycosidae در لاتین "عنکبوت گرگ" است.